# Eugenia dichroma
Eugenia dichroma är en myrtenväxtart som beskrevs av Otto Karl Berg. Eugenia dichroma ingår i släktet Eugenia och familjen myrtenväxter. Inga underarter finns listade i Catalogue of Life.